# Agrostis hallii
Agrostis hallii é uma espécie de gramínea do gênero Agrostis, pertencente à família Poaceae.